# Franciszek Biedroń
Franciszek Biedroń – polski dramaturg, redaktor, żołnierz II Brygady oraz podoficer III Brygady Legionów Polskich.
Po wybuchu I wojny światowej brał udział w walkach o niepodległość Polski, początkowo jako żołnierz IV batalionu 2 Pułku Piechoty Legionów Polskich.
29 października 1914 roku wziął udział w ciężkich walkach z Rosjanami w bitwie pod Mołotkowem. Wspomniane starcia stały się tematem pieśni jego autorstwa. W utworze pojawia się postać kapitana Bolesława Roi oraz 15. kompania IV batalionu 2. Pułku Piechoty Legionów Polskich:

Hej, Mołotków zaszczytny
I pamiętny, i miły,
Tamto Legion nasz bitny
Na tysięczne szedł siły.

Ziały ogniem wciąż działa,
Ziemia drżała od stali,
Front piętnastka trzymała,
Ostro biła Moskali.

Bo piętnastka spod Roi
To żołnierze dobrani:
Żaden dział się nie boi,
Chociaż ranny – sam rani.

Szedł batalion, hej czwarty,
Lewe skrzydło obsadził.
Wnet bój zawrzał zażarty,
Zapał wszystkich prowadził.

Hej, od rana do nocy
Huczała zawierucha;
My bez żadnej pomocy
Nie traciliśmy ducha.

Już Mołotków się pali –
Roja sprawę ratuje
I na siłę Moskali
Atak wieczór gotuje.

Wśród strasznego chaosu
dzielnieśmy się trzymali,
Nawarzywszy bigosu
Wśród szeregów Moskali.

Od 1915 r. walczył w 4 Pułku Piechoty III Brygady Legionów Polskich. W tym okresie współredagował również legionowe pismo: „Czwartak”. Za zasługi na polu walki Franciszek Biedroń odznaczony został „Swastyką” 4 Pułku Piechoty.
Po odzyskaniu przez Polskę niepodległości zajmował się dramaturgią. Pozostawił po sobie kilka utworów literackich.

## Dorobek pisarski
Dramaty
- Bój o karczmę (1926)
- Figiel w pułapce (1927)
- Gwiazda ludu (1930)